# Judith Resnik

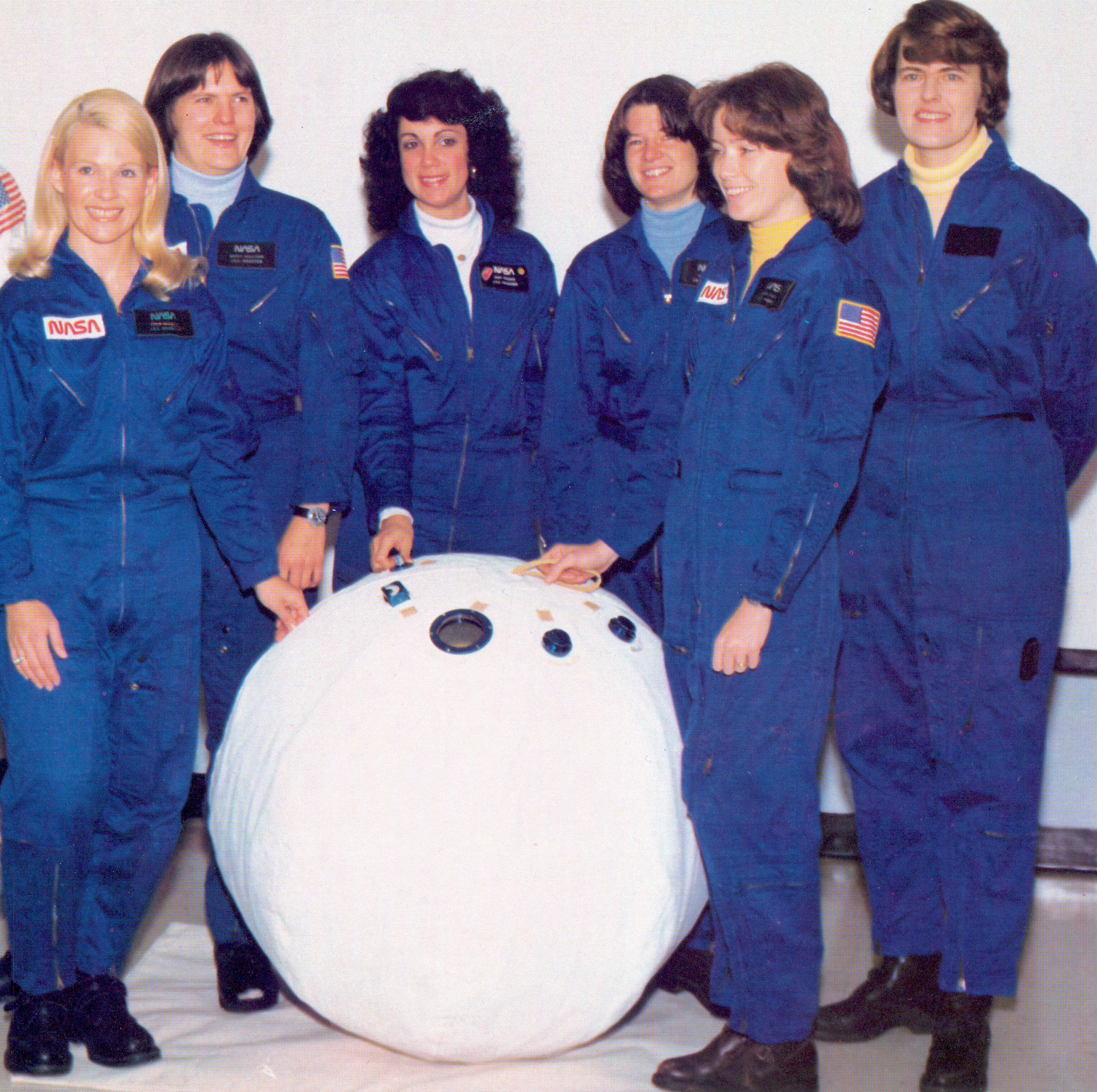
Szóstka pierwszych astronautek NASA. Od lewej: Margaret Rhea Seddon, Kathryn Sullivan, Judith Resnick, Sally Ride, Anna Fisher i Shannon Lucid, 1980

Judith Arlene Resnik (ur. 5 kwietnia 1949 w Akron, zm. 28 stycznia 1986 nad Półwyspem florydzkim) – amerykańska astronautka, doktor inżynier, uczestniczka dwóch misji kosmicznych programu Space Shuttle. Poniosła śmierć na pokładzie wahadłowca Challenger, który rozpadł się 73 sekundy po starcie z Przylądka Canaveral.

## Wykształcenie i praca zawodowa
Urodziła się w rodzinie amerykańskich Żydów, emigrantów z Ukrainy. Po ukończeniu w 1966 szkoły średniej (Firestone High School) w Akron, wstąpiła na Uniwersytet Carnegie Mellon, na którym w 1970 uzyskała dyplom inżyniera elektryka. Po ukończeniu studiów podjęła pracę w oddziale firmy RCA, zlokalizowanym w Moorestown w stanie New Jersey, skąd w 1971 przeniesiono ją do filii w Springfield w Wirginii. Podczas pracy w RCA zajmowała stanowisko inżyniera projektowego. Zaprojektowała m.in. układ scalony zastosowany następnie w systemach laserowej kontroli radarowej. Uczestniczyła również w pracach nad systemami telemetrycznymi dla rakiet badawczych NASA. Była autorką źródłowego artykułu dotyczącego zasad projektowania układów scalonych specjalnego przeznaczenia. Od 1974 do 1977 była bioinżynierem-członkiem zespołu naukowego Laboratorium Neurofizjologii (Laboratory of Neurophysiology) w Bethesda, placówki Narodowych Instytutów Zdrowia. W tym okresie prowadziła badania z zakresu fizjologii widzenia. Ponadto w 1977 doktoryzowała się w dziedzinie elektrotechniki na University of Maryland, College Park. Do momentu przystąpienia w 1978 do grupy astronautów NASA pracowała na stanowisku starszego inżyniera w wydziale modernizacji produktu w filii Xerox Corporation, mającej siedzibę w kalifornijskiej miejscowości El Segundo.

## Praca w NASA
Do wstąpienia w szeregi NASA nakłoniła ją aktorka Nichelle Nichols, prowadząca rekrutację dla agencji. W styczniu 1978 została zakwalifikowana do grupy astronautów NASA. Po rocznym szkoleniu i uzyskaniu pozytywnej oceny medycznej, w sierpniu 1979 otrzymała status specjalisty misji. Następnie pracowała w Centrum Lotów Kosmicznych im. Lyndona B. Johnsona nad szeregiem projektów związanych z modernizacją wahadłowców, zajmowała się m.in. oprogramowaniem, systemem zdalnego manipulatora pokładowego oraz technikami treningowymi.
Swoją pierwszą wyprawę w kosmos odbyła w ramach dziewiczego lotu wahadłowca Discovery. Misja, oznaczona jako STS-41-D, trwała 144 godziny 56 minut i 4 sekundy. Została zrealizowana w dniach 30 sierpnia – 5 września 1984. Resnik uczestniczyła w niej w charakterze specjalisty. Była operatorem zdalnego manipulatora, za pomocą którego zostały usunięte z powierzchni promu kryształy lodu, mogące stanowić zagrożenie podczas powrotnego lotu na Ziemię.
Drugą wyprawą, do której została przydzielona, była misja STS-51-L wahadłowca Challenger, zaplanowana na 1986. Ponownie powierzono jej stanowisko specjalistki misji. 28 stycznia 1986 – 73 sekundy po starcie z Przylądka Canaveral – znajdujący się w fazie wznoszenia wahadłowiec rozpadł się na pułapie 14,6 km. Wraz z Resnik w katastrofie śmierć poniosło sześcioro pozostałych członków załogi: Francis Scobee, Michael Smith, Ronald McNair, Ellison Onizuka, Gregory Jarvis oraz Christa McAuliffe.
Była pierwszą kobietą pochodzenia żydowskiego oraz drugą osobą tej nacji (po Borysie Wołynowie), która znalazła się w kosmosie.

## Odznaczenia
- Congressional Space Medal of Honor – pośmiertnie
- NASA Space Flight Medal
- Universal Astronaut Insignia za lot orbitalny (nr 145, pośmiertnie) – Stowarzyszenie Uczestników Lotów Kosmicznych (Association of Space Explorers(inne języki))[1]

## Życie prywatne
- Była uzdolniona muzycznie. Jako nastolatka pobierała lekcje fortepianu i nigdy nie porzuciła gry na tym instrumencie. Wykonywała niemal wyłącznie utwory muzyki klasycznej.
- W 1970 wyszła za mąż za kolegę ze studiów – Michaela Oldaka, z którym rozwiodła się w 1974.
- Była członkinią m.in. Instytutu Inżynierów Elektryków i Elektroników (IEEE), Amerykańskiego Stowarzyszenia Na Rzecz Rozwoju Nauki (AAAS), Amerykańskiego Stowarzyszenia Absolwentek Uczelni Wyższych (American Association of University Women – AAUW), Amerykańskiego Instytutu Aeronautyki i Astronautyki (AIAA) oraz Stowarzyszenia Kobiet Inżynierów (Society of Women Engineers – SWE).
- Poza pianistyką zajmowała się też w wolnym czasie lataniem (miała licencję pilota), jeździła na rowerze i biegała.

## Pamięć
- Instytut Inżynierów Elektryków i Elektroników ustanowił w 1986 doroczną nagrodę jej imienia (IEEE Judith A. Resnik Award).
- Jej imię otrzymał akademik Uniwersytetu Carnegie Mellon oraz aula główna wydziału inżynierskiego Uniwersytetu Marylandzkiego.